# Otto Falkenberg (Segler)
Otto Gabriel Grubbe Dietrichson Falkenberg (* 9. Januar 1885 in Stjørdal; † 21. Juli 1977 in Oslo) war ein norwegischer Segler.

## Erfolge
Otto Falkenberg, Mitglied des Kongelig Norsk Seilforening, wurde 1920 in Antwerpen bei den Olympischen Spielen in der 10-Meter-Klasse nach der International Rule von 1919 Olympiasieger. Er war Crewmitglied der Mosk II, die als einziges Boot seiner Klasse teilnahm. Der Mosk II, deren Crew außerdem aus Arne Sejersted, Robert Giertsen, Willy Gilbert, Halfdan Schjøtt und Trygve Schjøtt sowie Skipper Charles Arentz bestand, genügte mangels Konkurrenz in zwei Wettfahrten jeweils das Erreichen des Ziels zum Gewinn der Goldmedaille.

## Leben
Falkenberg arbeitete in jungen Jahren als Seemann auf einem Schiff der Cunard Line, dessen Route nach New York City führte. Später war er unter anderem Angestellter in einem Handelshaus in Dünkirchen, Buchhalter bei dem Osloer Busunternehmen Schøyens Bilcentraler und Immobilienmakler. 1947 wurde er nach dem Ende der deutschen Besetzung Norwegens wegen Kollaboration zu drei Jahren Zwangsarbeit verurteilt, zudem erhielt er Geldstrafen und verlor seine Maklerlizenz.